# NGC 4083
NGC 4083 este o galaxie lenticulară situată în constelația Fecioara. A fost descoperită în 25 martie 1865 de către Albert Marth.